# والتر بينتون (كاتب)
والتر بينتون (بالإنجليزية: Walter Benton)‏ هو كاتب وشاعر أمريكي، ولد في 1907، وتوفي في 1976.